# Ectropothecium novae-valesiae
Ectropothecium novae-valesiae là một loài Rêu trong họ Hypnaceae. Loài này được (Broth.) Ireland mô tả khoa học đầu tiên năm 1992.